# Bastard-Gänsefuß
Der Bastard-Gänsefuß (Chenopodiastrum hybridum (L.) S. Fuentes, Uotila & Borsch, Syn.: Chenopodium hybridum L.), auch Unechter Gänsefuß, Stechapfelblättriger Gänsefuß oder Sautod-Gänsefuß genannt, ist ein in Mitteleuropa heimischer Vertreter der Unterfamilie Chenopodioideae der Amaranthaceae. Er soll aufgrund seines Leucin-Gehaltes angeblich für Schweine giftig sein.

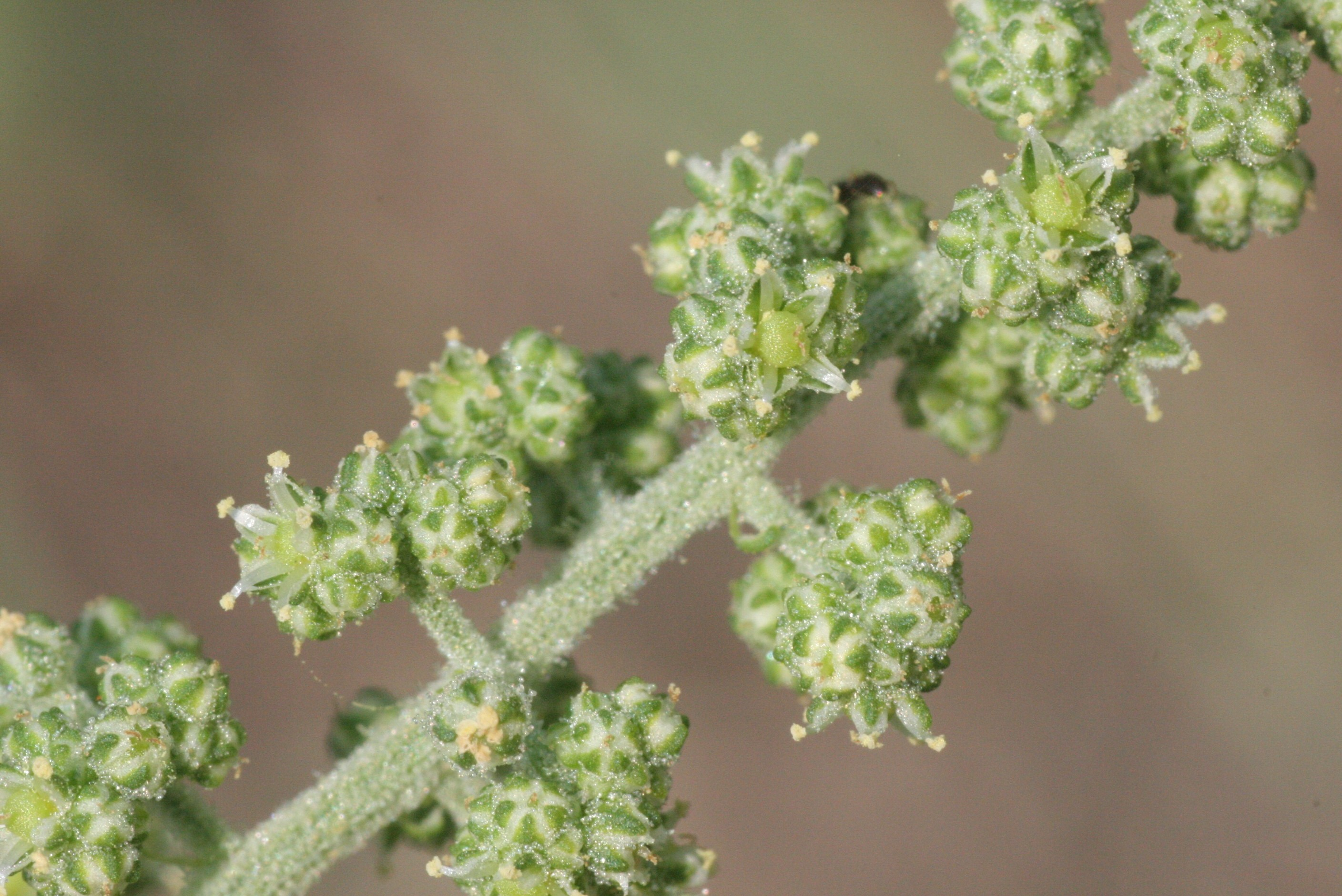
Blütenstand in Nahaufnahme

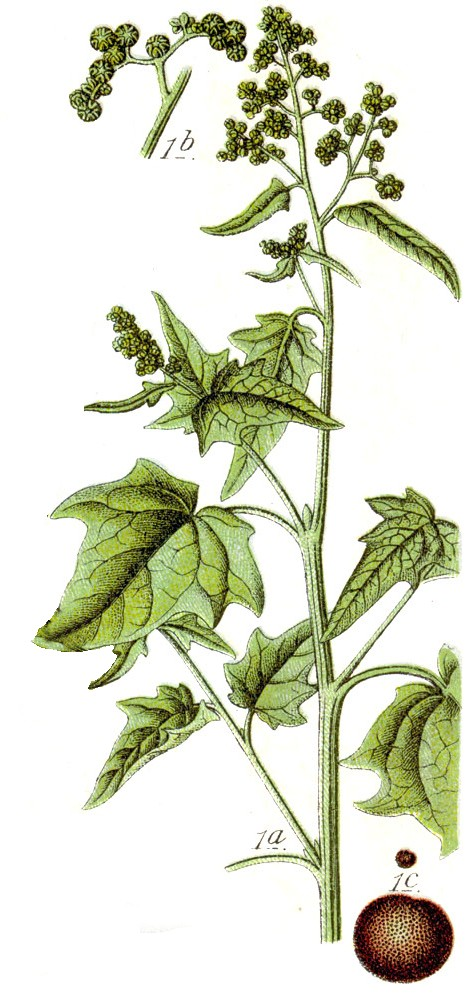
Illustration des Bastard-Gänsefußes

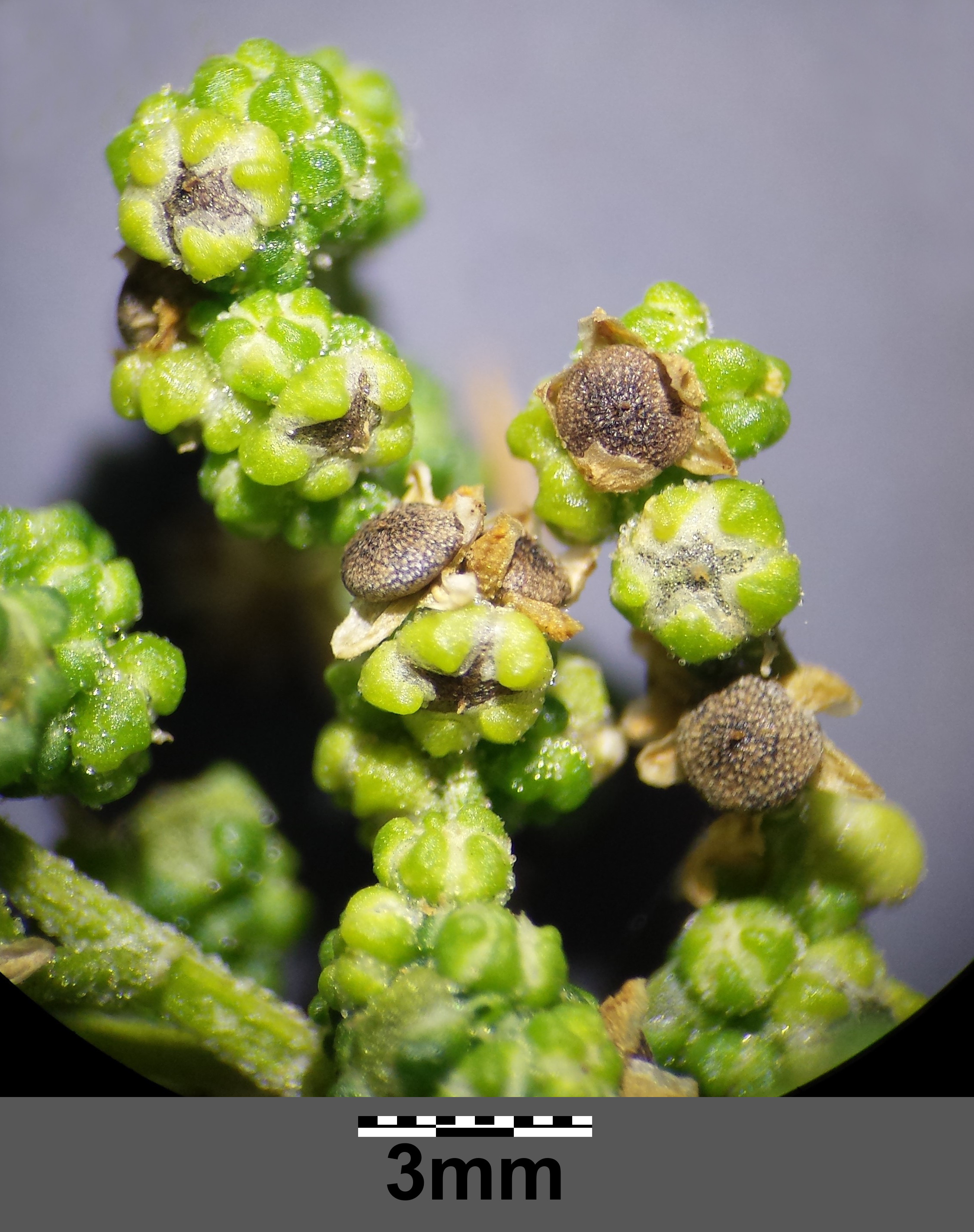
Fruchtstand

## Beschreibung
Der Bastard-Gänsefuß ist eine einjährige krautige Pflanze. Sie erreicht Wuchshöhen von 30 bis 70 cm, die Wurzeln reichen bis 120 cm tief. Die Pflanze ist stinkend und riecht wie der Stechapfel (Datura stramonium); jung ist sie schwach bemehlt, später verkahlend. Der Stängel ist aufrecht, einfach oder verzweigt, kantig und mit Furchen. 
Die Blätter sind gestielt, drüsenlos und kahl. Die Blattspreite ist eiförmig-dreieckig bis breit sieben- oder neuneckig, grob buchtig gezähnt, wobei die Zähne groß und ganzrandig sind. Die Spreite ist lang zugespitzt, am Grunde gestutzt bis herzförmig. Sie ist 5 bis 22 Zentimeter lang und 5 bis 16 Zentimeter breit. Sie ist oberseits stärker glänzend, unterseits schwächer glänzend. Der Blattstiel ist die Hälfte oder ein Viertel kürzer als die Spreite, kantig und fast geflügelt.
Der Blütenstand ist eine pyramidenförmige Rispe. Die Blütenknäuel stehen in end- oder achselständigen Scheinähren oder in Trugdolden. Die fünf Blütenhüllblätter sind nur am Grund verwachsen, ausgebreitet. Sie sind krautig, etwas dicklich und breit häutig umrandet. Auf der Innenseite tragen sie eine stark hervortretenden, glänzenden, hellen wulstigen Mittelnerv. Zur Fruchtreife sind sie spreizend, die Samen sind dann sichtbar. Es gibt fünf Staubblätter und zwei bis drei Narben. 
Der Same hat einen Durchmesser von 1,75 bis 2,0 mm, ist schwarz, hat kraterartige Grübchen und schlangenlinig-gewellte, von Rillen durchfurchte, zerrissene Rändern.
Die Chromosomenzahl beträgt 2n=18.

## Ökologie
Der Bastard-Gänsefuß ist eine Nahrungspflanze für die Raupen des Melden-Blattspanners (Pelurga comitata).

## Verbreitung und Standorte
Der Bastard-Gänsefuß kommt in Europa, Indien und im Asien der gemäßigten Klimazone bis in die Volksrepublik China vor. In Europa kommt er in fast allen Ländern vor; er fehlt nur in Portugal und Island und ist in Schweden, Finnland und Irland nicht ursprünglich. In Großbritannien ist die Ursprünglichkeit zweifelhaft.
Die Art ist in Mitteleuropa ein Archäophyt. Im pannonischen Raum ist sie häufig, ansonsten eher selten. Sie kommt von der collinen bis zur montanen Höhenstufe vor. In Tirol steigt sie bis 1383 Meter, im Kanton Wallis bei Grächen bis 1600 Meter. Man findet die Art zerstreut in Unkrautfluren gehackter Äcker, in Gärten, an Schuttplätzen und Dungstätten, und in Felsgrotten. Sie bevorzugt nährstoffreiche humose Böden aller Art. Nach Ellenberg ist sie eine Halblichtpflanze, ein Frischezeiger, ein ausgesprochener Stickstoffzeiger und eine Klassencharakterart der Ruderalgesellschaften und verwandter Acker- und Garten-Beikrautgesellschaften (Chenopodietea). Die ökologischen Zeigerwerte nach Landolt et al. 2010 sind in der Schweiz: Feuchtezahl F = 3 (mäßig feucht), Lichtzahl L = 4 (hell), Reaktionszahl R = 4 (neutral bis basisch), Temperaturzahl T = 4+ (warm-kollin), Nährstoffzahl N = 4 (nährstoffreich), Kontinentalitätszahl K = 4 (subkontinental).

## Systematik
Die Erstbeschreibung als Chenopodium hybridum erfolgte 1753 durch Carl von Linné in Species Plantarum 1, S. 219. Durch molekulargenetische Untersuchungen stellte sich heraus, dass die Art nicht zu den Gänsefüßen im engeren Sinne gehört. Daher wurde sie 2012 von Suzy Fuentes-Bazan, Pertti Uotila und Thomas Borsch in die neu beschriebene Gattung Chenopodiastrum gestellt. Chenopodiastrum hybridum (L.) S. Fuentes, Uotila & Borsch wird in die Tribus Atripliceae gruppiert. Die Artbezeichnung "hybridum" hatte sie von Linné erhalten, der die Art für eine Hybride zwischen dem Weißen Gänsefuß (Chenopodium album) und dem Stechapfel (Datura stramonium) hielt.
Synonyme, die auf demselben Typusexemplar beruhen, sind Chenopodium hybridum L., Atriplex hybrida (L.) Crantz und Botrys hybrida (L.) Nieuwl. Als weitere Synonyme gelten Anserina stramonifolia (Chev.) Montandon, Chenopodium angulatum Curtis ex Steud., Chenopodium angulosum Lam., Chenopodium serotinum Suter (nom illeg.) und Chenopodium stramoniifolium Chev.

## Trivialnamen
Für den Bastard-Gänsefuß bestehen bzw. bestanden auch die weiteren deutschsprachigen Trivialnamen: Gänsfuß, Gänsfüßel, Nachtschatten (Graubünden), Pitzer (Schlesien), Saumelde (niederdeutsch), Schweinstod, Sewplag und Steinspitze.

## Nutzung
Das Kraut wurde früher als "Herba Pedis anserini secundi" äußerlich als erweichendes und schmerzstillendes Mittel verwendet.

## Belege
- Manfred A. Fischer, Karl Oswald, Wolfgang Adler: Exkursionsflora für Österreich, Liechtenstein und Südtirol. 3., verbesserte Auflage. Land Oberösterreich, Biologiezentrum der Oberösterreichischen Landesmuseen, Linz 2008, ISBN 978-3-85474-187-9.
- Siegmund Seybold (Hrsg.): Schmeil-Fitschen interaktiv. CD-ROM, Version 1.1. Quelle & Meyer, Wiebelsheim 2002, ISBN 3-494-01327-6.
- Erich Oberdorfer: Pflanzensoziologische Exkursionsflora für Deutschland und angrenzende Gebiete. Unter Mitarbeit von Angelika Schwabe und Theo Müller. 8., stark überarbeitete und ergänzte Auflage. Eugen Ulmer, Stuttgart (Hohenheim) 2001, ISBN 3-8001-3131-5.